# Spring Creek (Nevada)
Spring Creek ist ein Census-designated place (CDP), ein zu Statistikzwecken definiertes Siedlungsgebiet im Zentrum von Elko County im Nordosten von Nevada, USA. Es dient vor allem als Trabantensiedlung für die Geschäfte und Industrien in und um die nahe gelegene Stadt Elko. Das U.S. Census Bureau hat bei der Volkszählung 2020 eine Einwohnerzahl von 14.967 ermittelt.

## Geschichte
Das Gebiet wurde in den 1970er Jahren von McCulloch Oil gekauft. Das Unternehmen entwickelte in den kommenden Jahren ein Wohngebiet mit 5500 Wohneinheiten.

## Geographie
Spring Creek liegt in einem großen Tal zwischen den Elko Hills im Nordwesten und den Ruby Mountains im Südosten. Im Südwesten befindet sich das Huntington Valley und einige Canyons des Humboldt River, während im Norden der Hauptteil des Flusses liegt.
Die Hauptstadt von Nevada, Carson City, liegt etwa 530 Kilometer südwestlich. Die Stadt Elko liegt etwa 9,7 km nordwestlich. Das Stadtgebiet erstreckt sich über eine Fläche von 152 km².

## Bildung
In Spring Creek gibt es eine Schule, welche Schüler von der 1. bis zur 12. Klasse betreut.

## Bevölkerung
| Jahr | Einwohnerzahl |
| ---- | ------------- |
| 1990 | 5.866         |
| 2000 | 10.548        |
| 2010 | 12.361        |
| 2020 | 14.967        |

## Transport
Die Nevada State Route 227 führt durch Spring Creek und verbindet sie mit Lamoille und Elko. Die Nevada State Route 228 beginnt in Spring Creek und führt weiter nach Süden bis Jiggs.
Die Bevölkerung von Spring Creek benutzt den Bahnhof und Flughafen der Nachbarstadt Elko.